# 6757 Addibischoff
6757 Addibischoff (1979 SE15) là một tiểu hành tinh vành đai chính được phát hiện ngày 20 tháng 9 năm 1979 bởi S. J. Bus ở Palomar.